# Allison (Iowa)
Pour les articles homonymes, voir Allison.
La ville américaine d’Allison est le siège du comté de Butler, dans l’État de l’Iowa. Elle comptait 1 029 habitants lors du recensement de 2010.

## Histoire
La ville a été nommée en hommage au sénateur William Boyd Allison en 1881.

## Source
- (en) Cet article est partiellement ou en totalité issu de l’article de Wikipédia en anglais intitulé « Allison, Iowa » (voir la liste des auteurs).